# Selección de baloncesto de Bolivia
La selección de baloncesto de Bolivia es el equipo formado por jugadores de nacionalidad boliviana que representa a la Federación Boliviana de Básquetbol (FBB) en las competiciones internacionales organizadas por la Federación Internacional de Baloncesto (FIBA) o el Comité Olímpico Internacional (COI): los Juegos Olímpicos, la Copa Mundial de Baloncesto y el Campeonato FIBA Américas.
En junio de 2021, los bolivianos lograron su primer compromiso de cara a la clasificación para la Copa Mundial de Baloncesto FIBA 2023. Derrotaron a Ecuador en dos juegos por 91-57 (global). El partido de local se jugó en el Coliseo Guadalquivir de Tarija, donde asistieron más de 2.000 personas.

## Plantilla
- Lista de jugadores convocados que disputaron el Pre-Clasificatorio a la FIBA AmeriCup de 2025.[2]

| Bolivia                  | Bolivia         | Bolivia | Bolivia | Bolivia | Bolivia         |
| Num                      | Jugador         | Pos     | Altura  | Edad    | Equipo          |
| ------------------------ | --------------- | ------- | ------- | ------- | --------------- |
| 1                        | Pedro Gutiérrez | B       | 1,76 m  | 26      | CAN de Oruro    |
| 2                        | Celmar Alanes   | B       | 1,82 m  | 26      | Club Pichincha  |
| 3                        | Andrés Trujillo | B       | 1,71 m  | 23      | Club Pichincha  |
| 5                        | Luis Salinas    | AP      | 1,95 m  | 24      | Nacional Potosí |
| 6                        | José Pérez      | P       | 1,89 m  | 23      | Nacional Potosí |
| 10                       | Ronald Arze     | B       | 1,78 m  | 30      | Club Leones     |
| 12                       | Oliver Harri    | P       | 2,02 m  | 25      | Tarija Basquet  |
| 13                       | Marco Recamo    | A       | 1,87 m  | 34      | Tarija Basquet  |
| 14                       | Luis Mercado    | P       | 2,08 m  | 25      | Lanús           |
| 22                       | Irin Stark      | B       | 1,98 m  | 33      | Club Carl A-Z   |
| 23                       | René Calvo      | A       | 1,93 m  | 30      | Nacional Potosí |
| 31                       | André Ribera    | P       | 2,05 m  | 23      | Club Carl A-Z   |
| Entrenador: José Podskoc |                 |         |         |         |                 |

## Partidos

### Próximos encuentros
| Fecha                 | Ciudad     | Competición                      | Local     |                      | Resultado |                      | Visitante |
| --------------------- | ---------- | -------------------------------- | --------- | -------------------- | --------- | -------------------- | --------- |
| 26 de junio de 2016   | Caracas    | Campeonato Sudamericano 2016     | Paraguay  | Bandera de Paraguay  | 74:55     | Bandera de Bolivia   | Bolivia   |
| 28 de junio de 2016   | Caracas    | Campeonato Sudamericano 2016     | Bolivia   | Bandera de Bolivia   | 37:97     | Bandera de Venezuela | Venezuela |
| 29 de junio de 2016   | Caracas    | Campeonato Sudamericano 2016     | Brasil    | Bandera de Brasil    | 114:33    | Bandera de Bolivia   | Bolivia   |
| 30 de junio de 2016   | Caracas    | Campeonato Sudamericano 2016     | Bolivia   | Bandera de Bolivia   | 75:74     | Bandera de Ecuador   | Ecuador   |
| 1 de julio de 2016    | Caracas    | Campeonato Sudamericano 2016     | Bolivia   | Bandera de Bolivia   | 55:70     | Bandera de Chile     | Chile     |
| 3 de junio de 2018    | Cochabamba | Juegos Suramericanos 2018        | Bolivia   | Bandera de Bolivia   | 72:49     | Bandera de Perú      | Perú      |
| 4 de junio de 2018    | Cochabamba | Juegos Suramericanos 2018        | Bolivia   | Bandera de Bolivia   | 48:55     | Bandera de Paraguay  | Paraguay  |
| 5 de junio de 2018    | Cochabamba | Juegos Suramericanos 2018        | Colombia  | Bandera de Colombia  | 73:46     | Bandera de Bolivia   | Bolivia   |
| 6 de junio de 2018    | Cochabamba | Juegos Suramericanos 2018        | Argentina | Bandera de Argentina | 83:62     | Bandera de Bolivia   | Bolivia   |
| 7 de junio de 2018    | Cochabamba | Juegos Suramericanos 2018        | Bolivia   | Bandera de Bolivia   | 45:73     | Bandera de Chile     | Chile     |
| 7 de agosto de 2018   | Cochabamba | Pre-Clasificatorio AmeriCup 2022 | Bolivia   | Bandera de Bolivia   | 78:51     | Bandera de Ecuador   | Ecuador   |
| 12 de agosto de 2018  | Quito      | Pre-Clasificatorio AmeriCup 2022 | Ecuador   | Bandera de Ecuador   | 81:76     | Bandera de Bolivia   | Bolivia   |
| 22 de febrero de 2019 | Tunja      | Pre-Clasificatorio AmeriCup 2022 | Colombia  | Bandera de Colombia  | 84:51     | Bandera de Bolivia   | Bolivia   |
| 23 de febrero de 2019 | Tunja      | Pre-Clasificatorio AmeriCup 2022 | Bolivia   | Bandera de Bolivia   | 73:75     | Bandera de Paraguay  | Paraguay  |
| 24 de febrero de 2019 | Tunja      | Pre-Clasificatorio AmeriCup 2022 | Guyana    | Bandera de Guyana    | 73:65     | Bandera de Bolivia   | Bolivia   |
| 12 de junio de 2021   | Tarija     | Pre-Clasificatorio Mundial 2023  | Bolivia   | Bandera de Bolivia   | 91:57     | Bandera de Ecuador   | Ecuador   |
| 16 de junio de 2021   | Guayaquil  | Pre-Clasificatorio Mundial 2023  | Ecuador   | Bandera de Ecuador   | 69:51     | Bandera de Bolivia   | Bolivia   |
| 13 de julio de 2021   | Santiago   | Pre-Clasificatorio Mundial 2023  | Chile     | Bandera de Chile     | 105:52    | Bandera de Bolivia   | Bolivia   |
| 14 de julio de 2021   | Santiago   | Pre-Clasificatorio Mundial 2023  | Bolivia   | Bandera de Bolivia   | 87:82     | Bandera de Nicaragua | Nicaragua |
| 15 de julio de 2021   | Santiago   | Pre-Clasificatorio Mundial 2023  | Bolivia   | Bandera de Bolivia   | 49:77     | Bandera de Paraguay  | Paraguay  |
| 11 de octubre de 2022 | Asunción   | Juegos Suramericanos 2022        | Bolivia   | Bandera de Bolivia   | 48:99     | Bandera de Paraguay  | Paraguay  |
| 12 de octubre de 2022 | Asunción   | Juegos Suramericanos 2022        | Colombia  | Bandera de Colombia  | 94:50     | Bandera de Bolivia   | Bolivia   |
| 13 de octubre de 2022 | Asunción   | Juegos Suramericanos 2022        | Panamá    | Bandera de Panamá    | 83:69     | Bandera de Bolivia   | Bolivia   |
| 14 de octubre de 2022 | Asunción   | Juegos Suramericanos 2022        | Bolivia   | Bandera de Bolivia   | 45:75     | Bandera de Chile     | Chile     |
| 23 de mayo de 2023    | Ibarra     | Pre-Clasificatorio AmeriCup 2025 | Ecuador   | Bandera de Ecuador   | 90:68     | Bandera de Bolivia   | Bolivia   |
| 27 de mayo de 2023    | Tarija     | Pre-Clasificatorio AmeriCup 2025 | Bolivia   | Bandera de Bolivia   | 86:81     | Bandera de Ecuador   | Ecuador   |

## Historial

### Copa Mundial
Resultado General: No ocupa puesto
| Copa Mundial de Baloncesto |
| --- |
| - 1950: No calificó - 1954: No calificó - 1959: No calificó - 1963: No calificó - 1967: No calificó - 1970: No calificó - 1974: No calificó - 1978: No calificó - 1982: No calificó - 1986: No calificó - 1990: No calificó - 1994: No calificó - 1998: No calificó - 2002: No calificó - 2006: No calificó - 2010: No calificó - 2014: No calificó - 2019: No calificó - 2023: No calificó - 2027: TBD |

### Juegos Olímpicos
| Baloncesto en los Juegos Olímpicos |
| --- |
| - Berlín 1936: No calificó - Londres 1948: No calificó - Helsinki 1952: No calificó - Melbourne 1956: No calificó - Roma 1960: No calificó - Tokio 1964: No calificó - México 1968: No calificó - Múnich 1972: No calificó - Montreal 1976: No calificó - Moscú 1980: No calificó - Los Ángeles 1984: No calificó - Seúl 1988: No calificó - Barcelona 1992: No calificó - Atlanta 1996: No calificó - Sídney 2000: No calificó - Atenas 2004: No calificó - Pekín 2008: No calificó - Londres 2012: No calificó - Río 2016: No calificó - Tokio 2020: No calificó - París 2024: No calificó |

### Campeonato FIBA Américas
| - 1980: No calificó - 1984: No calificó - 1988: No calificó - 1989: No calificó - 1992: No calificó - 1993: No calificó - 1995: No calificó - 1997: No calificó - 1999: No calificó - 2001: No calificó - 2003: No calificó - 2005: No calificó - 2007: No calificó - 2009: No calificó - 2011: No calificó - 2013: No calificó - 2015: No calificó - 2017: No calificó - 2022: No calificó - 2025: ? |

### Campeonato Sudamericano
| Campeonato Sudamericano de Baloncesto |
| --- |
| - 1930: No calificó - 1932: No calificó - 1934: No calificó - 1935: No calificó - 1937: No calificó - 1938: No calificó - 1939: No calificó - 1940: No calificó - 1941: No calificó - 1942: No calificó - 1943: 6° Lugar - 1945: No calificó - 1947: No calificó - 1949: No calificó - 1953: No calificó - 1955: No calificó - 1958: No calificó - 1960: No calificó - 1961: No calificó - 1963: 9° Lugar - 1966: No calificó - 1968: No calificó - 1969: No calificó - 1971: No calificó - 1973: No calificó - 1976: No calificó - 1977: 9° Lugar - 1979: No calificó - 1981: No calificó - 1983: No calificó - 1985: No calificó - 1987: No calificó - 1989: 9° Lugar - 1991: No calificó - 1993: No calificó - 1995: No calificó - 1997: 10° Lugar - 1999: 10° Lugar - 2001: 10° Lugar - 2003: No calificó - 2004: No calificó - 2006: No calificó - 2008: No calificó - 2010: No calificó - 2012: 8° Lugar - 2014: No calificó - 2016: 8° Lugar |

## Palmarés
- Juegos Suramericanos:
  -   Campeón (1): 1978

- Juegos Bolivarianos:
  -  Subcampeón (1): 1993
  -  Tercer lugar (1): 2009